# Sphaerolaimus striatus
Sphaerolaimus striatus är en rundmaskart som beskrevs av Allgen 1935. Sphaerolaimus striatus ingår i släktet Sphaerolaimus och familjen Sphaerolaimidae. Arten är reproducerande i Sverige. Inga underarter finns listade i Catalogue of Life.